# Isabel Busquets Hidalgo
Isabel Busquets Hidalgo   (Algaida, 8 de gener de 1973), coneguda simplement com a Bel Busquets, és una professora i política mallorquina, diputada al Parlament de les Illes Balears en la IX legislatura.
És llicenciada en Filologia Catalana i des de 1998 és professora de secundària a l'Escola Mata de Jonc de Palma, en la que n'ha format part del Consell Escolar i que presideix des de 2008. És membre del Partit Socialista de Mallorca des de 2000, va anar a les llistes del partit a les eleccions municipals espanyoles de 2003 per a l'ajuntament d'Algaida i a les eleccions generals espanyoles de 2011. És membre de l'executiva del PSM i responsable del grup de treball d'educació de Més per Mallorca.
Fou escollida diputada dins les llistes de Més per Mallorca a les eleccions al Parlament de les Illes Balears de 2015.
Des de març de 2016 és la Secretaria General del Partit Socialista de Mallorca-Entesa.